# Толкачов Адольф Георгійович
Адольф Георгійович Толкачов (6 січня 1927 Актюбінськ, Казахська РСР — 24 вересень 1986) — радянський інженер в області радіолокації і авіації, агент ЦРУ в 1979—1985 роках.

## Біографія
Адольф Толкачов народився 6 січня 1927 року в місті Актюбінську Казахської РСР. З 1929 року постійно проживав в Москві. У 1948 році вступив до Харківського політехнічного інституту, а по його закінченні в 1954 році отримав розподіл в Науково-дослідний інститут радіобудови при Міністерстві радіопромисловості СРСР. У віці 30 років одружився. Батьки його дружини Наталії (1935 року народження) в 1930-і роки зазнали репресій, що в майбутньому, можливо, послужило для Толкачова мотивом до державної зради.
Толкачов мав досить високу заробітну плату в порівнянні з багатьма іншими радянськими громадянами — близько трьохсот п'ятдесяти рублів на місяць. Він жив у висотний будинок поруч з посольством Сполучених Штатів Америки, що дозволяло йому згодом під виглядом звичайних прогулянок зустрічатися з резидентом американської розвідки в СРСР.

## Співпраця Толкачова зі спецслужбами США
Починаючи з вересня 1978 року, Адольф Толкачов намагався встановити контакт зі спецслужбами США, проте в той час всі контакти з агентурою були тимчасово законсервовані, тому зустрітися з резидентом ЦРУ США в СРСР вдалося лише 1 січня 1979 року. Коли резидент запитав у Толкачова, якою була його мотивація, він відповів, що є «дисидентом в серці» і зможе сприяти ворогам СРСР завдяки своєму доступу до секретних даних. Згодом він писав:
... Я можу тільки сказати, що значущу роль у всьому цьому зіграли Солженіцин і Сахаров, хоча я з ними не знайомий і прочитав тільки книгу Солженіцина, яка опублікована в Новому Світі. Якийсь внутрішній черв'як став мучити мене, щось потрібно було робити. Я став писати короткі листівки, які планував надсилати поштою. Але пізніше, поміркувавши глибше, зрозумів, що це безглузда затія. Встановлювати контакт з дисидентськими колами, що мали зв'язки з іноземними журналістами, здавалося мені нерозумним через мого місця роботи. Я мав доступ до абсолютно секретних документів. Досить найменшої підозри, і я був би повністю ізольований або ліквідований. Таким чином, появився план, який я здійснив. Я обрав шлях, який не дозволяє мені повернутися назад і я не маю наміру звертати з цього шляху. Мої дії в майбутньому залежать від мого здоров'я і змін в характері моєї роботи. Торкаючись винагороди, то я не став би встановлювати контакт ні за які гроші, наприклад, з китайським посольством. Але, що ж стосується Америки? Може бути, вона зачарувала мене і я, з глузду зійшовши, люблю її? Я не бачив вашу країну своїми власними очима і не полюбив її заочно. У мене немає достатньої фантазії або романтизму. Як би там не було, ґрунтуючись на деяких фактах, у мене склалося враження, що я вважав за краще жити б в Америці. Це одна з головних причин, чому я запропонував вам свою співпрацю. Але я не альтруїст-одинак. Винагорода для мене є не тільки гроші. Це, що навіть значно більше, оцінка значення і важливість моєї роботи ...
Протягом шести років своєї діяльності Адольф Толкачов зумів передати Сполученим Штатам Америки п'ятдесят чотири цілком таємних розробки, в тому числі новітні електронну систему управління літаків «МіГ» і прилади для обходу радіолокаційних станцій. На 35-мм фотоплівку фотоапарата «Pentax», прикріпленого до стільця у себе вдома, він фотографував винесені ним з лабораторії цілком таємні документи, а потім передавав цю плівку і друковані матеріали в руки американським розвідникам. Замість цього він, крім власних грошових коштів, вимагав від своїх кураторів імпортні ліки, книги і касети з рок-н-ролом для свого сина. За період своєї діяльності Толкачов отримав в загальній вартостіі 789 500 рублів, а також близько двох мільйонів доларів США, які були акумульовані на іноземному депозитному рахунку на випадок його втечі за кордон.
Толкачов усвідомлював небезпеку викриття і, незважаючи на свої величезні фінансові можливості, намагався жити, нічим не привертаючи уваги. З усіх багатств у нього були лише ВАЗ-2101 і заміська дача. Можливо, саме в цьому і була причина такої довгої його діяльності.

## Провал. Арешт, слідство і суд
Вийти на слід Толкачова співробітникам КДБ СРСР вдалося абсолютно випадково. У 1985 році Едвард Лі Ховард був звільнений з ЦРУ за розкрадання майна і наркоманію. Озлоблений Ховард перейшов на бік СРСР і видав КДБ масу цілком таємних відомостей, в тому числі і ім'я Адольфа Толкачова. За іншими відомостями, інформацію про нього передав СРСР Олдріч Еймс в травні 1985 року. 9 червня 1985 року Толкачов був заарештований в результаті операції під керівництвом полковника групи «А» 7-го Головного управління КДБ СРСР Володимира Зайцева, а 13 червня був заарештований його зв'язківець Пол Строумбах. На слідстві Толкачов у всьому зізнався і просив радянське керівництво не виносити йому смертний вирок. Верховний Суд СРСР розглянув справу Толкачова в 1986 році і визнав його винним в скоєнні злочину, передбаченого статтею 64 частиною «а» Кримінального кодексу РРФСР, і засудив до вищої міри покарання — смертної кари через розстріл. 24 вересня 1986 року вирок приведений у виконання.